# 김정호 (야구 선수)
김정호(1998년 7월 13일 ~ )는 KBO 리그 NC 다이노스의 포수이다.

## NC 다이노스시절
2021년에 입단하였다. 2025년 5월 30일 한화 이글스와의 경기에 출전하며 데뷔 첫 경기를 치렀고, 경기에서 1타수 무안타를 기록하였다.

## 출신 학교
- 대구옥산초등학교
- 경복중학교
- 포항제철고등학교
- 성균관대학교